# Chindesaurus
A Chindesaurus (IPA: [ˌtʃɪndɨˈsɑurus], jelentése 'kísértet gyík', a navahó chiindii, 'kísértet vagy rossz szellem' és az
ógörög σαυρος / szaurosz, 'gyík' szavak összetételéből) a theropoda dinoszauruszok egyik neme, amely mintegy 225 millió évvel ezelőtt élt, a triász időszak végén, a karni és a nori korszakok idején.

## Anatómia
Testhossza 1,8–3,6 méter lehetett, a nagy testhosszúsághoz viszonylag kis (50 kilogramm körüli) testtömeg járulhatott. Mivel az állat két hosszú lábon járt és hosszú farokkal rendelkezett, gyors mozgású ragadozó lehetett.

## Felfedezés
A holotípus (az elsőként leírt példány) csontvázrészeit Bryan Small találta meg 1984-ben, az arizonai Petrified Forest Nemzeti Parkban, a Chinde Point közelében. Róla nevezték el az egyetlen ismert fajt, a Chindesaurus bryansmallit.
2005-ben Randall Irmis és Sterling Nesbitt fosszilizálódott Chindesaurus csontokat fedezett fel az új-mexikói Ghost Ranch mellett, a Hayden-lelőhelyen, ahol a maradványok alapján a dinoszauruszok együtt éltek nem dinoszaurusz őseikkel, például a Dromomeron romerivel, amely a Lengyelországban talált Silesaurushoz hasonlít.

## Osztályozás
A Chindesaurust a herrerasauridák közé Robert A. Long és Philip A. Murry sorolták be 1995-ben, az újabb tanulmányok (például Langer, 2004) azonban már a herrerasauridákon kívüli bazális hüllőmedencéjűnek tartják.

## Fordítás
- Ez a szócikk részben vagy egészben a Chindesaurus című angol Wikipédia-szócikk ezen változatának fordításán alapul.  Az eredeti cikk szerkesztőit annak laptörténete sorolja fel. Ez a jelzés csupán a megfogalmazás eredetét és a szerzői jogokat jelzi, nem szolgál a cikkben szereplő információk forrásmegjelöléseként.